# Russellville (Alabama)
Russellville es una ciudad ubicada en el condado de Franklin en el estado estadounidense de Alabama. En el censo de 2000, su población era de 8971 personas.

## Demografía
En el 2000 la renta per cápita promedia del hogar era de $ 25.333$, y el ingreso promedio para una familia era de 35.799$. El ingreso per cápita para la localidad era de 14.871$. Los hombres tenían un ingreso per cápita de 27.238$ contra 18.551$ para las mujeres.

## Geografía
Russellville está situado en 34°30′37″N 87°43′41″O / 34.51028, -87.72806 (34.510344, -87.728248)
Según la Oficina del Censo de los EE. UU., la ciudad tiene un área total de 13.35 millas cuadradas (34.58 km²).